# Nenema bivittata
Nenema bivittata är en insektsart som först beskrevs av Ball 1902.  Nenema bivittata ingår i släktet Nenema och familjen Caliscelidae. Inga underarter finns listade i Catalogue of Life.